# Maris Verpakovskis
Maris Verpakovskis (Liepāja, Letonia, 15 de octubre de 1979) es un exjugador de fútbol letón y su último club fue FK Liepājas Metalurgs de la Virsliga. De enero de 2014 a noviembre de 2018  fue presidente del FK Liepaja. Actualmente es director deportivo del FK RFS.

## Trayectoria
Jugó en el Celta de Vigo, cedido por el Dinamo Kiev y ha pasado por otros equipos como el FK Baltika, el FK Liepājas Metalurgs, el Skonto FC donde empezó a destacar marcando 41 goles en 77 partidos. También jugó en otro equipo español, el Getafe CF.

## Selección nacional
Ha sido internacional con la Selección de fútbol de Letonia en 104 ocasiones anotando 29 goles.
El 19 de noviembre de 2003, en un partido contra Turquía por el repechaje clasificatorio a la Eurocopa, marcó el gol más importante de su carrera al minuto 78, el empate 2-2 de visita que clasificó a Letonia por primera y única vez hasta ahora a una Eurocopa. También había marcado antes en el encuentro de ida 1-0. (global 3-2).

### Participaciones en Eurocopas
| Eurocopa      | Sede     | Resultado    |
| ------------- | -------- | ------------ |
| Eurocopa 2004 | Portugal | Primera fase |

## Clubes
| Club                  | País       | Año       |
| --------------------- | ---------- | --------- |
| FK Liepājas Metalurgs | Letonia    | 1995-2001 |
| Skonto Riga           | Letonia    | 2001-2003 |
| Dinamo de Kiev        | Ucrania    | 2003-2007 |
| Getafe CF             | España     | 2007      |
| HNK Hajduk Split      | Croacia    | 2007-2008 |
| Celta de Vigo         | España     | 2008      |
| Ergotelis FC          | Grecia     | 2009-2011 |
| FK Baku               | Azerbaiyán | 2011–2013 |
| Ergotelis FC          | Grecia     | 2012-2013 |
| FK Liepāja            | Letonia    | 2014-2016 |

## Palmarés

### Campeonatos nacionales
| Título                  | Club              | País    | Año  |
| ----------------------- | ----------------- | ------- | ---- |
| Virsliga                | Skonto FC         | Letonia | 2001 |
| Copa de Letonia         | Skonto FC         | Letonia | 2001 |
| Virsliga                | Skonto FC         | Letonia | 2002 |
| Copa de Letonia         | Skonto FC         | Letonia | 2002 |
| Liga Premier de Ucrania | FC Dinamo de Kiev | Ucrania | 2004 |
| Copa de Ucrania         | FC Dinamo de Kiev | Ucrania | 2005 |
| Copa de Ucrania         | FC Dinamo de Kiev | Ucrania | 2006 |

### Copas internacionales
| Título           | Club                           | País    | Año  |
| ---------------- | ------------------------------ | ------- | ---- |
| Copa del Báltico | Selección de fútbol de Letonia | Letonia | 2001 |
| Copa del Báltico | Selección de fútbol de Letonia | Estonia | 2003 |